# الدیهوئلا دو پریانز
الدیهوئلا دو پریانز (به اسپانیایی: Aldehuela de Periáñez) یک شهرستان در اسپانیا است که در سریا واقع شده‌است.